# Stadio da Ressacada
Lo stadio Aderbal Ramos da Silva (port. Estádio Aderbal Ramos da Silva), noto come Estádio da Ressacada, è uno stadio di calcio inaugurato il 15 novembre 1983 a Florianópolis, in Brasile.
È intitolato ad Aderbal Ramos da Silva, governatore dello stato di Santa Catarina e della relativa federazione calcistica.

## Storia
Lo stadio fu costruito nel 1983 nella stessa area dove sorgeva lo stadio Adolfo Konder, demolito l'anno precedente. I lavori furono guidati da Cairo Bueno su progetto dell'architetto Davi Ferreira Lima.
Il 15 novembre dello stesso anno vi fu il match di inaugurazione fra la squadra locale dell'Avaí ed il Vasco da Gama, terminato 6-1 in favore degli ospiti. Il primo gol fu segnato da Wilson Tadei, giocatore della formazione carioca.
Tre anni più tardi, il 31 maggio 1986, fu installato l'impianto di illuminazione.

## Eventi
Il 25 aprile 2012 l'ex membro dei Beatles Paul McCartney vi ha tenuto un concerto di fronte a 30.000 persone, nell'ambito del suo tour On the Run.